# Чарн
Чарн (англ. Charn) — вымышленный город, появляющийся в вышедшей в 1955 году книге Клайва Льюиса «Племянник чародея».

## Описание города
В книге Племянник чародея Чарн описан как очень большой и совершенно пустой город, который находится в полуразрушенном государстве; в нём нет никакого видимого присутствия жизни, нет даже сорняков или насекомых. Есть упоминание о виноградной лозе в одном из внутренних дворов, однако, согласно книге, она давно умерла. Река, которая когда-то текла через Чарн, полностью высохла. Последней королевой Чарна была Джадис. Согласно её собственному рассказу, она попыталась отнять трон у своей сестры, начав длинную и ужасную гражданскую войну. Наконец, перед поражением, Джадис произносит Страшное Слово, которое убило все живые существа под Солнцем, кроме неё. После этого она погружает себя в очарованный сон, который был нарушен, когда Дигори Керк, который прибыл в Чарн с Полли Пламмер, уступил искушению и позвонил в колокол в королевском дворце, где Джадис спала в ряду с изображениями её королевских предков, после чтения надписи на колоколе, где говорилось, что он сойдёт с ума от любопытства, если не позвонит в него.

## Короли и королевы Чарна
Согласно книге Льюиса, по словам Аслана, правители Чарна происходили с одной стороны от детей Адама и его первой жены Лилит, с другой стороны — от великанов. Чарнийские властители были соответственно намного выше ростом, чем обычные люди (около трех метров), и при этом отличались удивительной красотой и способностями к чародейству, которые были отличительной чертой их рода.
В истории Чарна при желании можно проследить параллели с «Падением Нуменора» Дж. Р. Р. Толкина. Зал, в котором правители спят очарованным сном, говорит о том, что древние властители Чарна стремились к бессмертию, что возможно и стало первопричиной их падения, как в случае с нуменорцами.
О них также говорится, что лица первых господарей были добрыми, а потом становились всё злее и злее. Стало быть, как и в случае с Нуменором, в роду владык Чарна произошло некое загадочное грехопадение.

## Солнце Чарна
Солнце Чарна — красный гигант, описанный как красный, большой и холодный; у этого солнца есть ещё один спутник (или планета, синяя карликовая звезда). Когда Дигори спрашивает Джадис о виде солнца, она просит, чтобы он сравнил её с нашим Солнцем в нашем мире. Когда ей говорят, что наше Солнце «поменьше, пожелтее и гораздо жарче», она замечает: «Так ваш мир молод!».

## Конец Чарна
Чарн был полностью разрушен после того, как Джадис и дети ушли оттуда; позже, когда Аслан и дети находятся в Лесу-между-мирами, Аслан показывает им, что пруд, через который дети попали в Чарн, высушен, что означает, что пустой мир больше не существует.
Джадис вошла в Нарнию с другими людьми из нашего мира и, спустя 900 лет, стала Белой Колдуньей в книге «Лев, Колдунья и Платяной шкаф».